# Cadre-45/2-Weltmeisterschaft 1906
Die Cadre-45/2-Weltmeisterschaft 1906 war die vierte FFB-Weltmeisterschaft, die bis 1947 im Cadre 45/2 und ab 1948 im Cadre 47/2 ausgetragen wurde. Das Turnier fand vom 20. Februar bis zum 17. März in der belgischen Hauptstadt Brüssel statt.

## Geschichte
Erstmals starteten bei einer Karambolagebillard Amateurweltmeisterschaft auch deutsche Teilnehmer. Da in Deutschland erst 1911 der Deutsche Billard-Bund gegründet wurde, nahmen die Spieler durch eine Sondergenehmigung des französischen Verbandes teil. Deutschlands zu dieser Zeit bester, der Düsseldorfer Albert Poensgen, belegte einen sehr guten zweiten Platz. Der Schweizer Jacques Zweifel, der für Deutschland startete, wurde Neunter. Der Belgier Jean van Duppen konnte seinen 1905 in Paris errungenen Titel verteidigen. Der Franzose Charles Faroux startete wieder in das Turnier und brach wie schon 1905 das Turnier ab und wurde disqualifiziert. Die bis dahin gespielten Partien wurden nicht gewertet.

## Turniermodus
Das ganze Turnier wurde im Round Robin System bis 400 Punkte gespielt. Bei MP-Gleichstand wird in folgender Reihenfolge gewertet:
1. MP = Matchpunkte
2. GD = Generaldurchschnitt
3. HS = Höchstserie

## Abschlusstabelle
| MP    | Match Points (Sieger = 2; Unentschieden = 1; Verlierer = 0) |
| Pkte. | Erzielte Karambolagen                                       |
| Aufn. | Benötigte Versuche                                          |
| GD    | Generaldurchschnitt                                         |
| BED   | Bester Einzeldurchschnitt eines Spielers                    |
| HS    | Höchstserie                                                 |
|       | Bester GD des Turniers                                      |
|       | Bester ED des Turniers                                      |
|       | Beste HS des Turniers                                       |
|       | 1. Platz (Gold)                                             |
|       | 2. Platz (Silber)                                           |
|       | 3. Platz (Bronze)                                           |

| Platz | Name             | MP    | Pkte | Aufn. | GD   |
| ----- | ---------------- | ----- | ---- | ----- | ---- |
| 1     | Jean van Duppen  | 20:0  | 4000 | 435   | 9,19 |
| 2     | Albert Poensgen  | 14:6  |      |       | 7,73 |
| 3     | Luis Naves       | 14:6  |      |       | 6,68 |
| 4     | Barthélémy Maure | 12:8  |      |       | 6,82 |
| 5     | Francois Weerts  | 12:8  |      |       | 6,24 |
| 6     | Leon Rudelsheim  | 10:10 | 3038 | 339   | 8,96 |
| 7     | ? Obin           | 10:10 |      |       | 7,58 |
| 8     | ? Medley         | 8:12  |      |       | 6,63 |
| 9     | Jacques Zweifel  | 6:14  | 3011 | 491   | 6,13 |
| 10    | Hector Laurent   | 4:16  |      |       | 7,60 |
| 11    | ? Renwart        | 2:18  |      |       | 5,39 |